# Buironfosse
Buironfosse ist eine französische Gemeinde mit 1.125 Einwohnern (Stand: 1. Januar 2022) im Département Aisne in der Region Hauts-de-France (vor 2016: Picardie); sie gehört zum Arrondissement Vervins und zum Kanton Vervins.

## Geografie
Buironfosse liegt etwa 41 Kilometer ostnordöstlich von Saint-Quentin am Fluss Iron in der Landschaft Thiérache. Nachbargemeinden von Buironfosse sind Le Nouvion-en-Thiérache im Norden, La Flamengrie im Nordosten, La Capelle im Nordosten und Osten, Lerzy im Osten, Sorbais im Südosten, Erloy im Süden, Englancourt im Süden und Südwesten, Chigny im Südwesten sowie Leschelle im Westen.

## Bevölkerungsentwicklung
| Jahr                       | 1962 | 1968 | 1975 | 1982 | 1990 | 1999 | 2006 | 2019 |
| Einwohner                  | 1417 | 1454 | 1341 | 1322 | 1258 | 1203 | 1195 | 1157 |
| Quellen: Cassini und INSEE |      |      |      |      |      |      |      |      |

## Sehenswürdigkeiten
- Kirche Saint-Nicolas in Buironfosse
- Kirche Saint-Cyrille in Le Boujon
- Kapelle La Délivrance
- Wasserturm

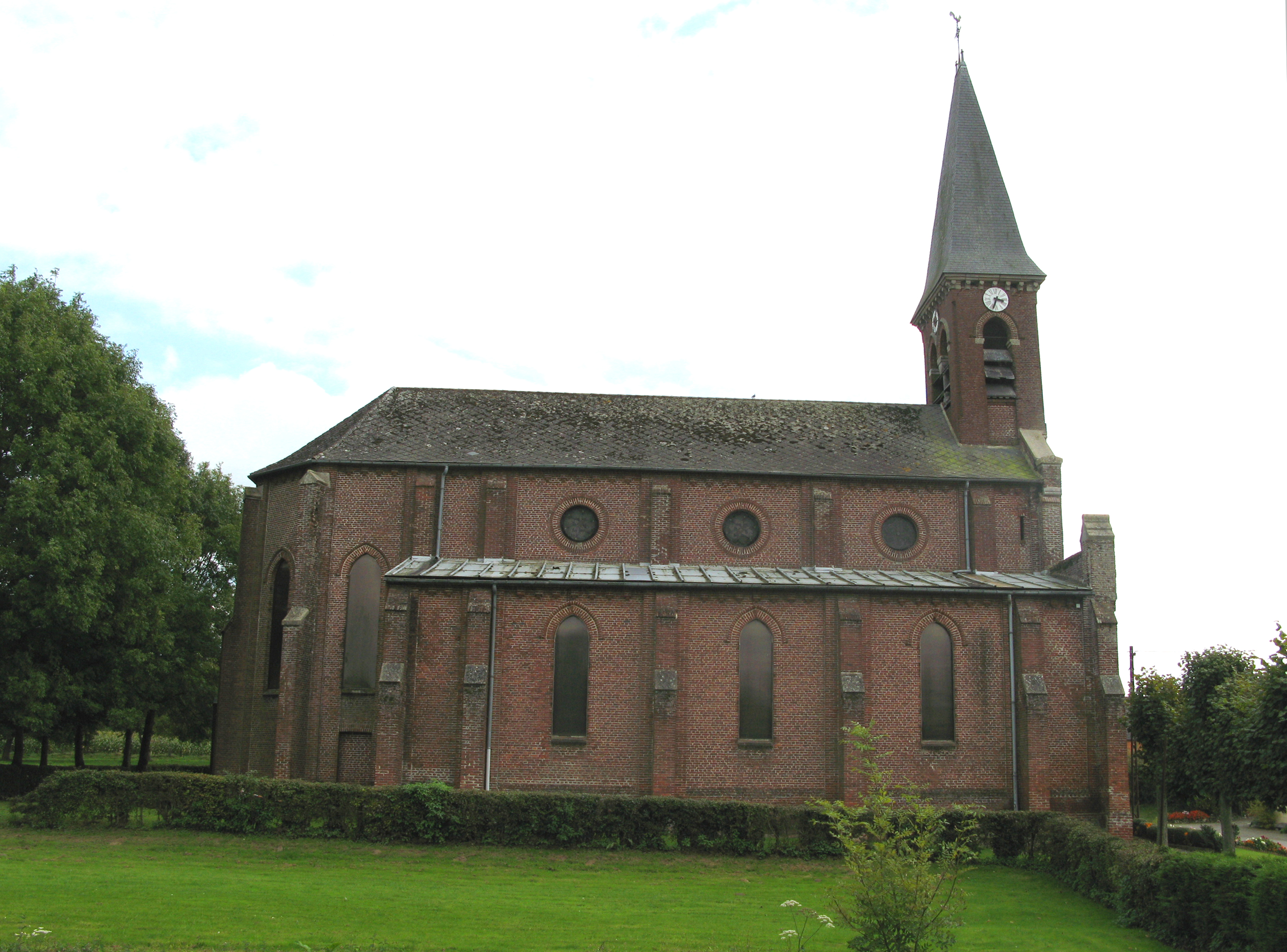
Kirche Saint-Cyrille
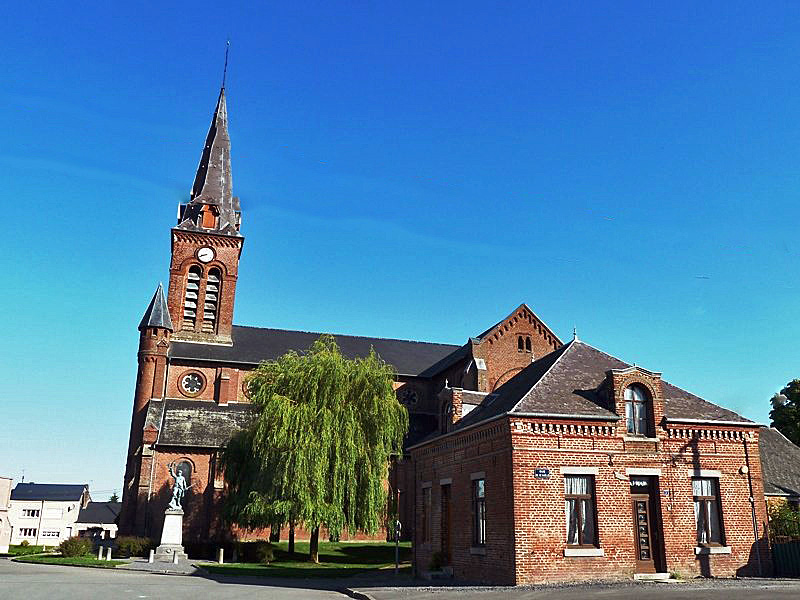
Kirche Saint-Nicolas
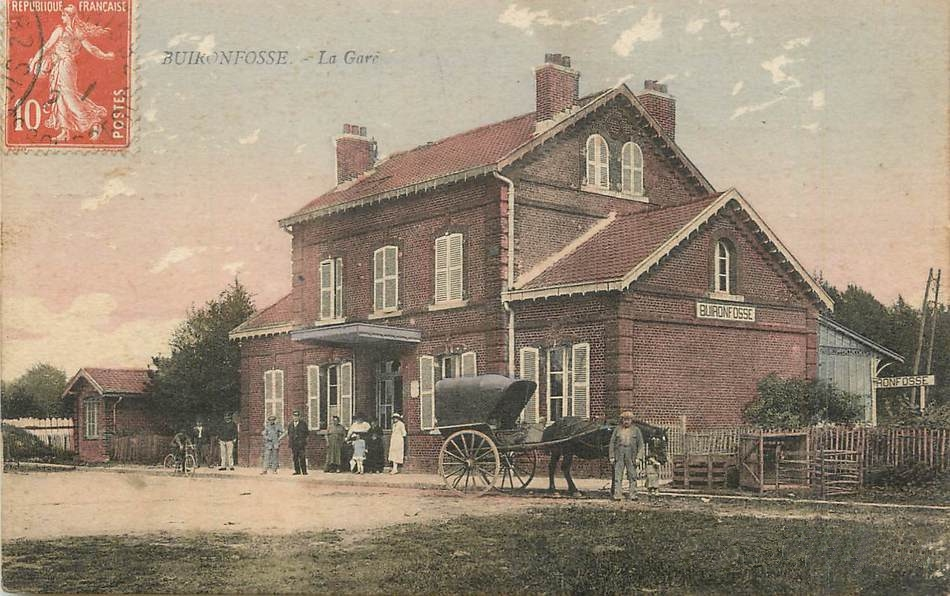
Bahnhof Buironfosse im Jahr 1910